# 埃克塞西爾 (喬治亞州)
埃克塞西爾（英語：Excelsior）是位於美國喬治亞州坎德勒縣的一個非建制地區。該地的面積和人口皆未知。

## 地理
埃克塞西爾的座標為32°18′49″N 81°57′57″W / 32.31361°N 81.96583°W，而該地的平均海拔高度為51米（即167英尺）。